# Pesti Napló
 Pesti Napló  (en français : « Le Quotidien de Pest ») était un journal quotidien hongrois publié de mars 1850 à octobre 1939. 
Zsigmond Kemény devient rédacteur en chef du Pesti Napló en 1855.